# Smolnička obecná
Smolnička obecná (Lychnis viscaria) je vytrvalá, okrasná rostlina pěstována pro červenofialové květenství na vrcholu lepkavé lodyhy. Tento druh je podle neujasněných názorů odborníků systematiků řazen do různých rodů. Podle patří do rodu Lychnis, podle je přeřazena do rodu Silene, kdežto podle do rodu Viscaria. Pro druh je používáno synonymum Viscaria vulgaris.

## Rozšíření
Euroasijský druh rozšířený téměř v celé Evropě (na jihu světadílu je ale vzácný) a v severní části Asie až po oblasti na západní Sibiři, roste tam až k polárnímu kruhu. Jako okrasná rostlina byl zavlečen do Severní Ameriky. V České republice se vyskytuje sice řídce, ale není považován za ohrožený. Roste především v teplejších oblastech, ve vyšších polohách nad 1000 m n. m. se vyskytuje jen ojediněle.

## Ekologie
Nenáročná rostlina vyžadující pro spolehlivé kvetení dostatek slunce a lehkou, propustnou zeminu. Roste na písečných až kamenitých půdách, na lesních mýtinách a okrajích světlých lesů, na pastvinách, mezích, železničních náspech i v opuštěných ruinách. Dobře snáší letní sucho i lehké přistínění. Ve středoevropském podnebí je plně mrazuvzdorná.

## Popis
Vytrvalá, trsnatá bylina s jednou nebo více přímými lodyhami, vysokými 30 až 70 cm. Z vícehlavého, málo rozvětveného hlavního kořene vyrůstá větší počet sterilních výhonků vytvářející zdánlivé přízemní růžice. Květná lodyha je lysá, často hnědočervená a mimo květenství není větvená. Je téměř celá výrazně lepkavá, to má zabránit lezoucímu hmyzu dostat se k nektaru v květech. Přízemní listy s křídlatými řapíky jsou úzce kopinaté, 8 až 13 cm dlouhé a 0,5 až 1 cm široké. Lodyžní křižmostojné listy jsou přisedlé, vyrůstají z nafouklých kolének, mají obdobný tvar jako listy přízemní a směrem k vrcholu se zmenšují.
Květy jsou oboupohlavné, červenofialové, vzácně i růžové či bílé a mají krátké stopky nebo jsou přisedlé. Vytvářejí husté latnaté květenství, jehož postranní osy vyrůstají z paždí hořejších listů, vřeteno květenství je lepkavé. Listeny pětičetných květů jsou trojúhelníkovité, hnědavé až červenavé a mají bílý blanitý lem. Trubkovitý kalich s krátkými zuby bývá zbarven purpurově a mívá okolo deseti žilek. Obvejčité korunní lístky s nehtem jsou 5 až 10 mm dlouhé, celokrajné nebo dvoulaločné, někdy až téměř dvoudílné a mají tupé výrůstky pakorunky. V květu je deset dlouhých tyčinek a pětidílný semeník s pěti čnělkami postavených proti kališním lístkům. Rozkvétají v květnu a červnu, opylovány jsou létajícím hmyzem. Pro znesnadnění samoopylení dozrávají blizny, až se prašníky téhož květu vypýlily. Ploidie druhu je 2n = 24.

## Rozmnožování
Plod je elipsoidní, okolo 6 mm dlouhá, mnohosemenná tobolka, která je pětidílná a otvírá se pěti zuby. Obsahuje tmavohnědá, ledvinovitá, nepatrně drsná semena.
Ve volné přírodě se rostlina na větší vzdálenosti rozšiřuje semeny, do blízkého okolí rozrůstáním trsů. Vyšlechtěné kultivary se v zahradnických podnicích množí výhradně vegetativně, jen tak je záruka přenosu všech požadovaných vlastností na nové rostliny.

## Význam
Občas se smolnička obecná vysazuje v zahradách jako okrasná rostlina. Především se pěstují formy plnokvěté nebo s bílým květem. Původní botanický druh se vysévá ve směsích při zakládání sadovnických prvků jako jsou květnaté trávníky, bylinné směsi pro rekultivaci nebo vyseté jako protierozní opatření na svazích a náspech. Druh lze mimo slunná volná prostranství použít i pro světlé a suché okraje vyšších porostů apod.
Plnokvěté odrůdy se také používají do trvalkových záhonů nebo na lemy a obruby, ale lze je použít k výsadbě do nádob nebo na střešní zahrady s dostatečnou vrstvou půdy. Nižší odrůdy vysoké asi 30 cm, se vysazují i do skalek, kde nepotřebují téměř žádnou péči. Jsou vyšlechtěné mnohé kultivary, např. jednoduchý bílý 'Alba', plný bílý 'Schnee', růžový 'Rosea', svítivě růžový 'Plena', tmavě růžový 'Zulu' a další.
Kvetoucí stonky řezaných květin se používají jako dekorace při aranžování květin.
Podle dostupných výsledků z výzkumů obsahují rostliny a výtažky z nich fytohormony (brassinosteroidy) podporující růst rostlin.

## Pěstování
Je velmi nenáročná. Preferuje spíše chráněné polohy plné slunce, ale snáší polostín. Půda by měla být propustná, přiměřeně vlhká, snáší široký rozsah pH půdy. Není vhodná vyšší vlhkost půdy (mokro, zamokřená půda) během zimy. Půda může být kyselá, neutrální nebo alkalická, s obsahem vápníku nebo písčitá, není úplně vhodná vyloženě jílovitá půda. Než doroste do optimální velikosti trsu, trvá i 2-5 let, ale poté je možné množit rostlinu dělením. Mimo množení semeny a dělením trsů se množí ovšem i řízkováním brzy na jaře. Může být poškozována slimáky a mšicemi. Mšice působí deformace a omezení růstu, slimáci mohou způsobit úhyn rostliny. Květiny jsou během květu atraktivní pro motýly.
Kvete brzy na začátku léta (květen - červen) a během léta (červenec - srpen). Při přípravě na zazimování zahrady lze suché trsy smolničky sestřihnout, ale nezbytnost takové úpravy závisí na kompozici zahrady. V přírodní zahradě mohou být přirozeně i během chladné poloviny roku ojíněnou zimní dekorací.

## Galerie

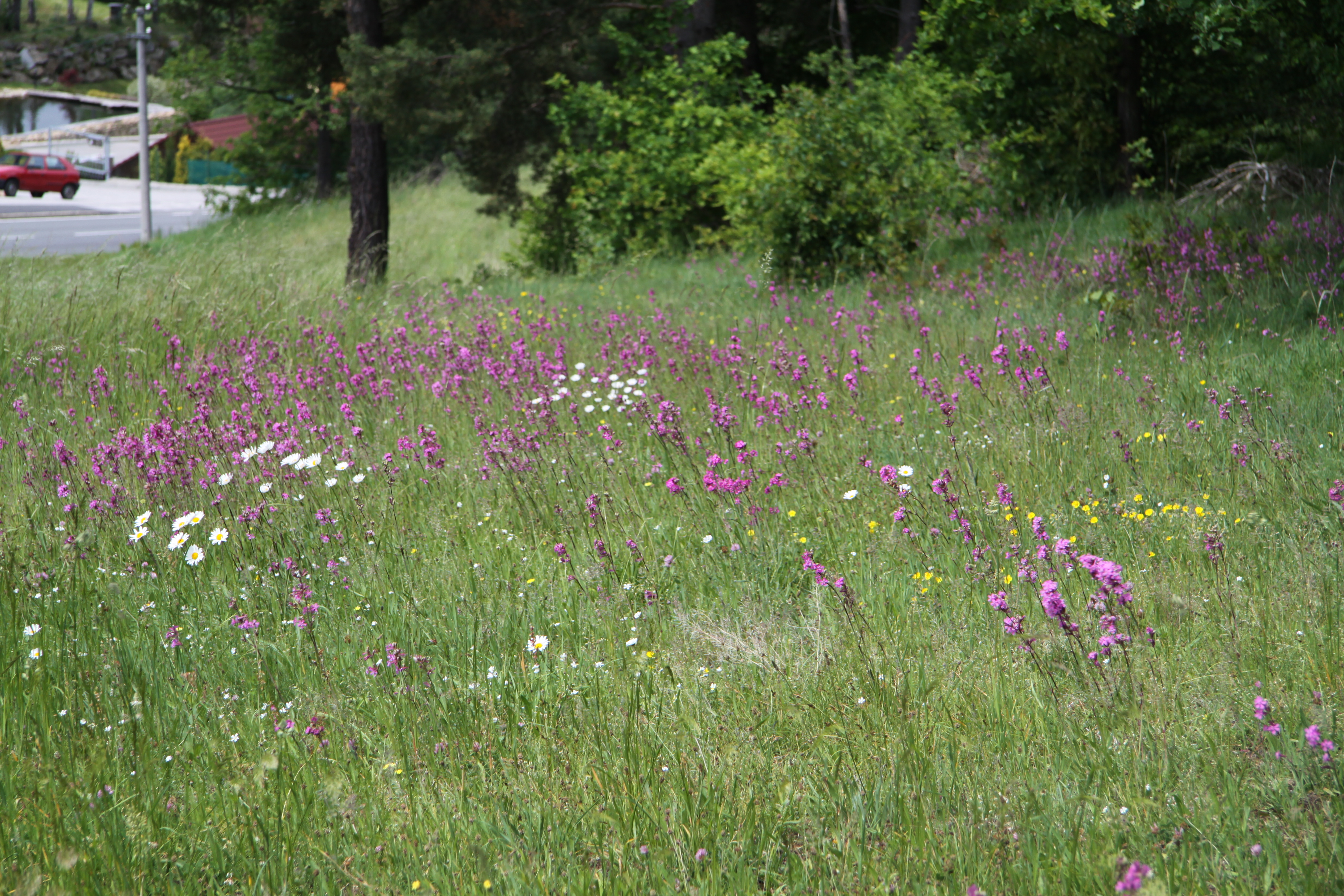
V přirozeném prostředí
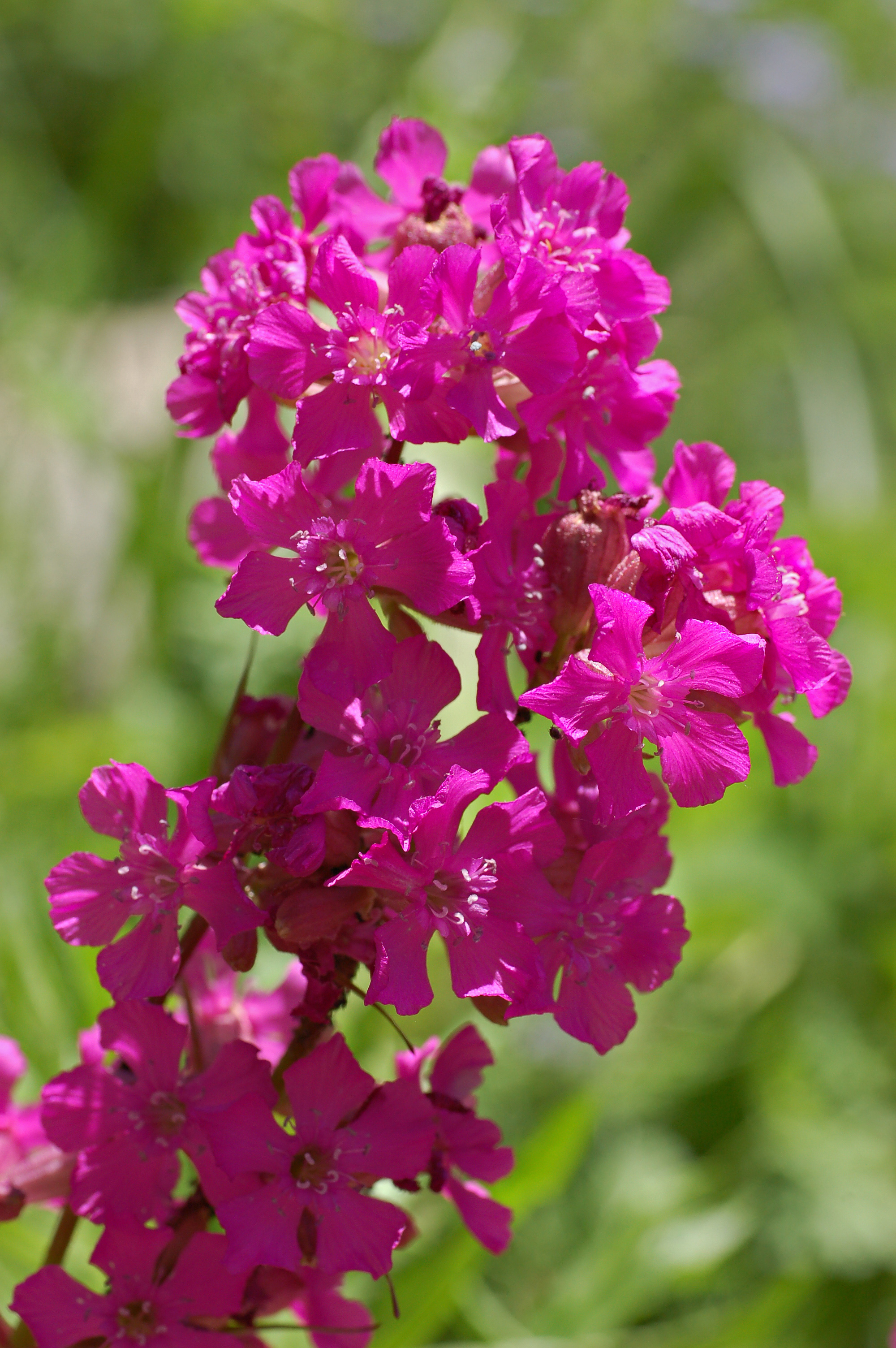
Husté květenství
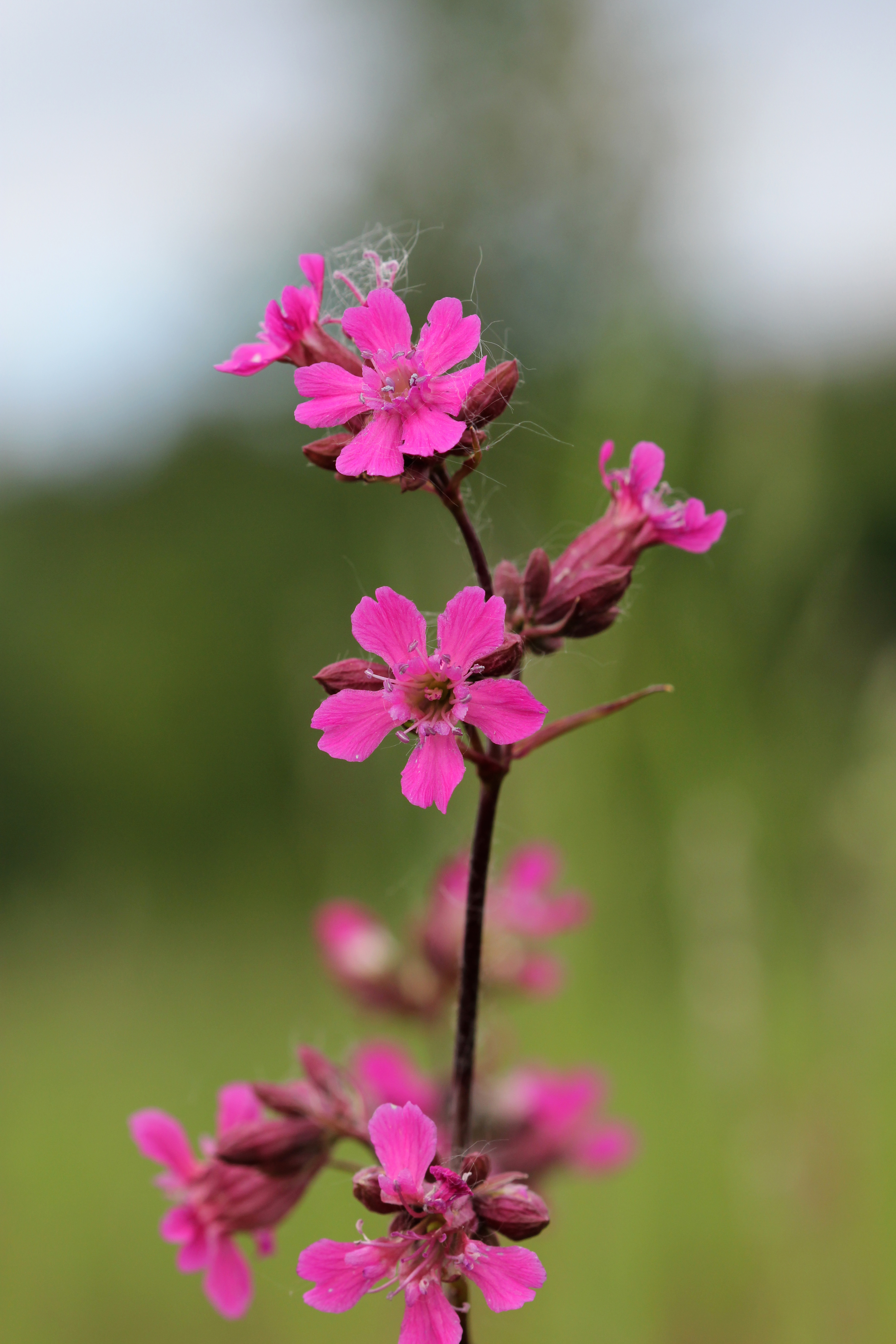
Řídké květenství
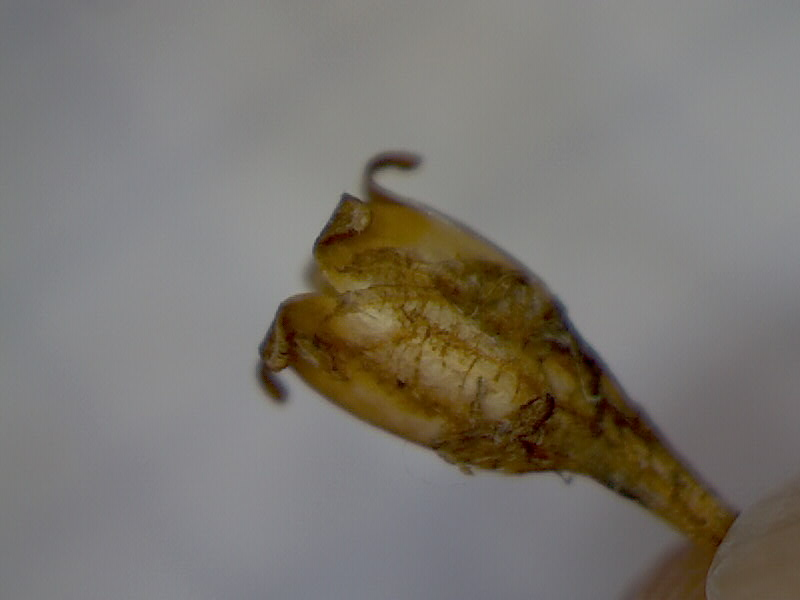
Otevřená tobolka
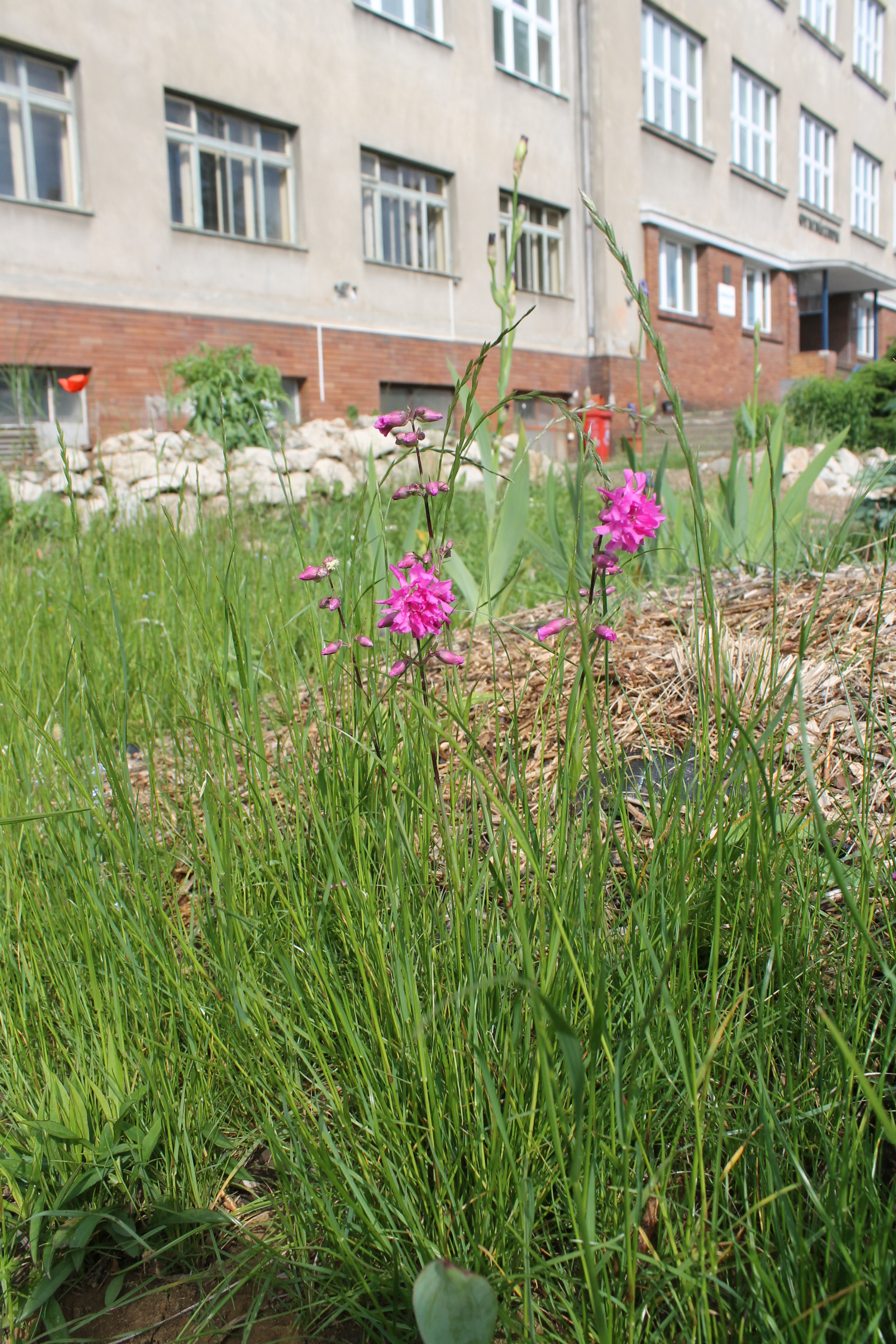
Plnokvětý kultivar 'Plena' v květnaté louce, rok po výsadbě.